# Tây Ninh Hòa
Tây Ninh Hòa là một xã thuộc tỉnh Khánh Hòa, Việt Nam.

## Lịch sử
Ngày 16 tháng 6 năm 2025, Ủy ban Thường vụ Quốc hội ban hành Nghị quyết số 1667/NQ-UBTVQH15 về việc sắp xếp các đơn vị hành chính cấp xã của tỉnh Khánh Hòa năm 2025 (có hiệu lực từ ngày 16 tháng 6 năm 2025). Trong đó, hợp nhất các xã Ninh Tây và xã Ninh Sim thành xã Tây Ninh Hòa.

## Địa lý
Xã Tây Ninh Hòa có ranh giới với các xã:
- Phía Bắc và phía Tây giáp tỉnh Đắk Lắk
- Phía Nam giáp các xã Nam Ninh Hòa và Bắc Khánh Vĩnh
- Phía Đông giáp các xã Tân Định và Hòa Trí

Xã có diện tích 275,91 km², dân số năm 2025 là 17.540 người, mật độ dân số đạt 64 người/km².